# Massimo Bonini
Massimo Bonini (ur. 13 października 1959 w San Marino) – sanmaryński piłkarz występujący na pozycji pomocnika, reprezentant San Marino w latach 1990–1995.

## Kariera klubowa
Bonini rozpoczynał swoją piłkarską karierę w zespole AC Bellaria Igea Marina. Później był zawodnikiem FC Forlì, AC Cesena, a od 1981 do 1989 roku Juventus FC. Dla zespołu z Turynu zagrał 296 razy i zdobył 6 bramek, wywalczył 3 razy mistrzostwo Włoch, raz Puchar Włoch, w 1985 roku Puchar Mistrzów, Superpuchar Europy i Puchar Interkontynentalny, jak również Puchar Zdobywców Pucharów. Bonini jest jedynym obywatelem San Marino, który zdobył europejski puchar w piłce nożnej. Karierę klubową zakończył w zespole FC Bologna.

## Kariera reprezentacyjna
Bonini występował w reprezentacji Włoch U-21, jednak nie mógł wystąpić w drużynie seniorskiej z powodu obywatelstwa San Marino. Między 1990 a 1995 występował w reprezentacji San Marino, w której zagrał 19 razy. Po zakończeniu kariery został selekcjonerem tej drużyny narodowej. W 2004 roku został uznany przez FSGC za najlepszego gracza okresu 1954–2003 i dołączył do Złotej Listy UEFA.

## Sukcesy

### Zespołowe
Juventus FC
- mistrzostwo Włoch: 1981/82, 1983/84, 1985/86
- Puchar Włoch: 1982/83
- Puchar Mistrzów: 1984/85
- Puchar Zdobywców Pucharów: 1983/84
- Superpuchar Europy: 1984
- Puchar Interkontynentalny: 1985

### Indywidualne
- Bravo Award: 1983
- Nagroda Jubileuszu UEFA: 2004
- Medaglia d'Oro al Valore Atletico CONS: 1989
- Order Stulecia Zasługi FIFA: 2005